# Жіночі пасажирські місця

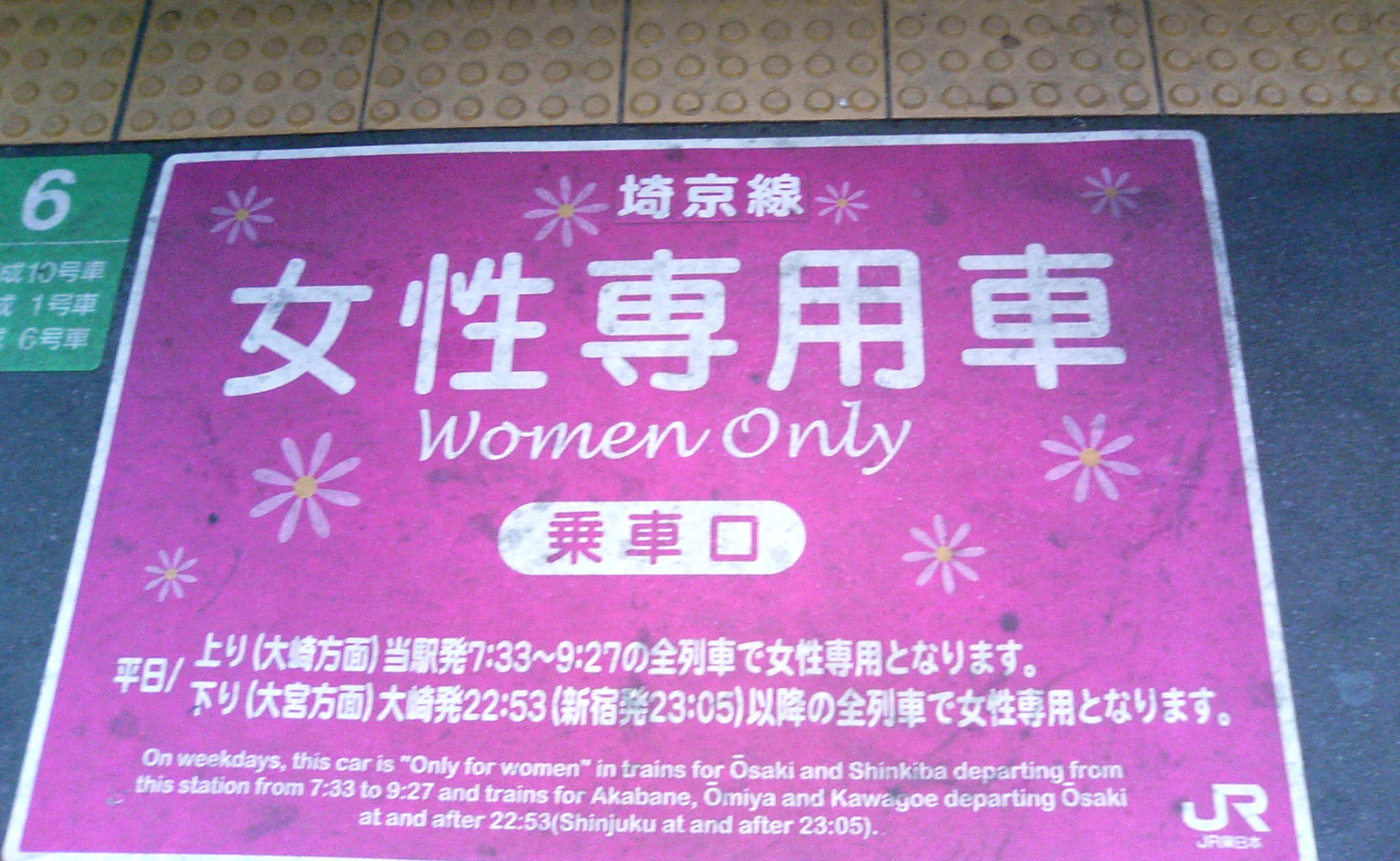
Знак на платформі японської залізниці, що вказує місце посадки для вагонів лише для жінок

Жіночі пасажирські місця — вагони залізниці або метро, призначені виключно для жінок. Вони є наслідком сексуальної сегрегації в деяких суспільствах, але також можуть бути наслідком спроб зменшити сексуальні домагання та напади, такі як лапання.

## Африка

### Єгипет
У всіх поїздах каїрського метро два середніх вагони (4-й і 5-й) і передній вагон у всіх александрійських трамваях зарезервовані для жінок (5-й вагон каїрського метро стає змішаним після 21:00). Ці транспорти використовуються як варіант для жінок, які не бажають їздити з чоловіками в одному середовищі; однак жінки все ще можуть вільно їздити на інших вагонах. Ця політика була введена для захисту жінок від сексуальних домагань з боку чоловіків.

## Америки

### Бразилія

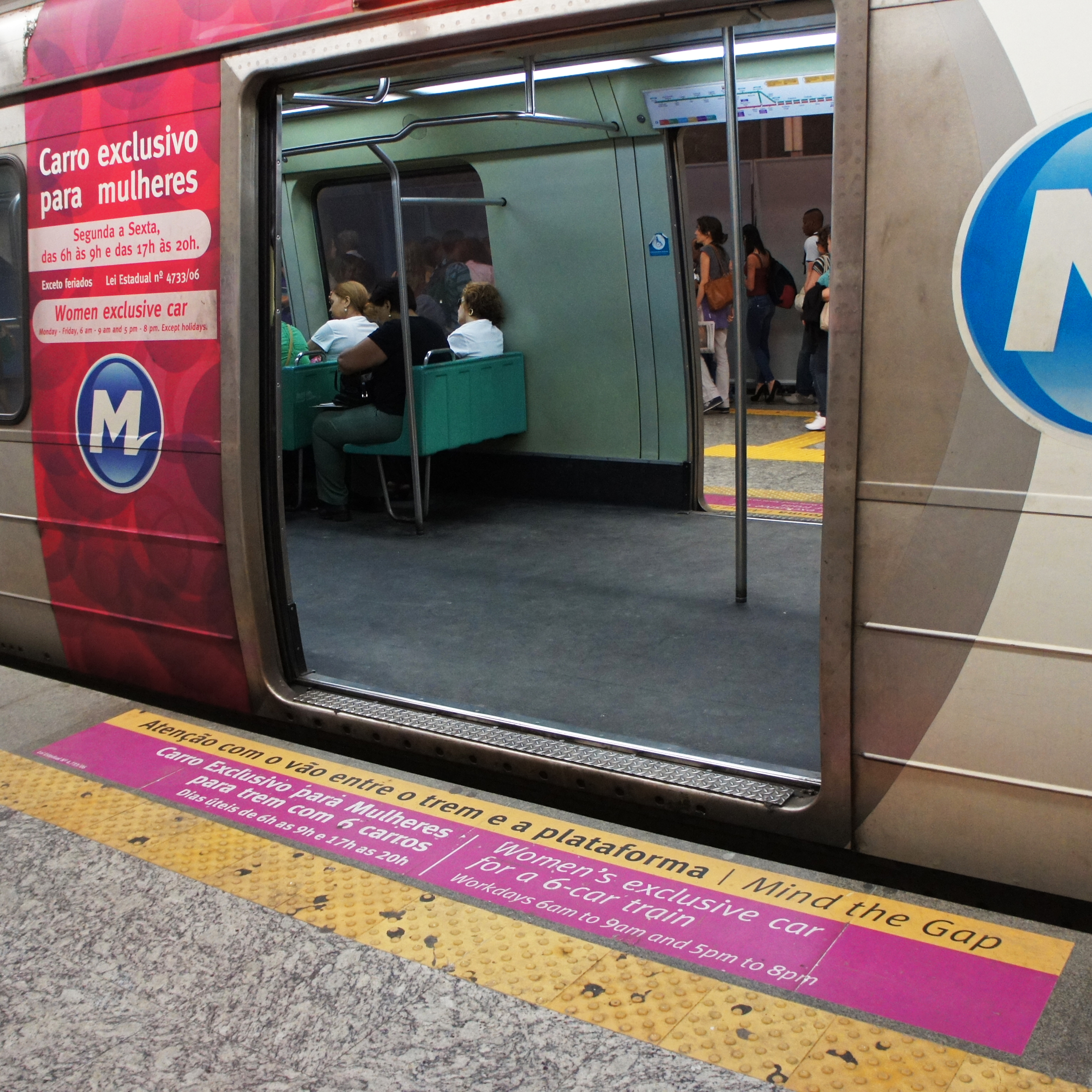
Вагон метро Ріо-де-Жанейро лише для жінок

У квітні 2006 року метрополітен Ріо-де-Жанейро виконав вимогу, встановлену законом штату. Так була запроваджена вимога, щоб жінки мали спеціальні місця, щоб уникнути сексуальних домагань. Для поїздів із шістьма пасажирськими вагонами один вагон метрополітену позначено рожевим кольором як винятковий для жінок, а обмеження лише для жінок діє з понеділка по п'ятницю в години пік, між 6:00 і 9:00 і між 17:00 і 20:00. Існує поліція метрополітену, яка не дозволяє чоловікам сідати в спеціальний пасажирський вагон, а на платформі є табличка на підлозі, яка вказує на місце посадки для вагонів лише для жінок.
Подібна політика застосовувалася в метро Сан-Паулу з жовтня 1995 по вересень 1997, але Companhia Paulista de Trens Metropolitanos (CPTM) вирішила не продовжувати після деяких скарг подружніх пар і щоб уникнути будь-яких можливих порушень статті 5 Конституції Бразилії, що гарантує рівність громадян.

### Мексика
Жіночі автобуси почали використовувати в Мехіко в 2008 році. У метро Мехіко є вагони лише для жінок. У Мехіко також є таксі та автобуси лише для жінок, які називаються «рожевою лінією». Автобусів і таксі вже немає.

### Сполучені Штати Америки
У 1909 році Жіноча муніципальна ліга закликала до нью-йоркської Interborough Rapid Transit Company (IRT) автомобілів лише для жінок. Хоча IRT відхилив пропозицію, Hudson & Manhattan Railroad пропонувала вагони лише для жінок між Нью-Йорком і Джерсі-Сіті з квітня по липень 1909 року. У 1958 році служба була відновлена, але згодом припинена.

## Азія

### Японія

#### Сучасна практика

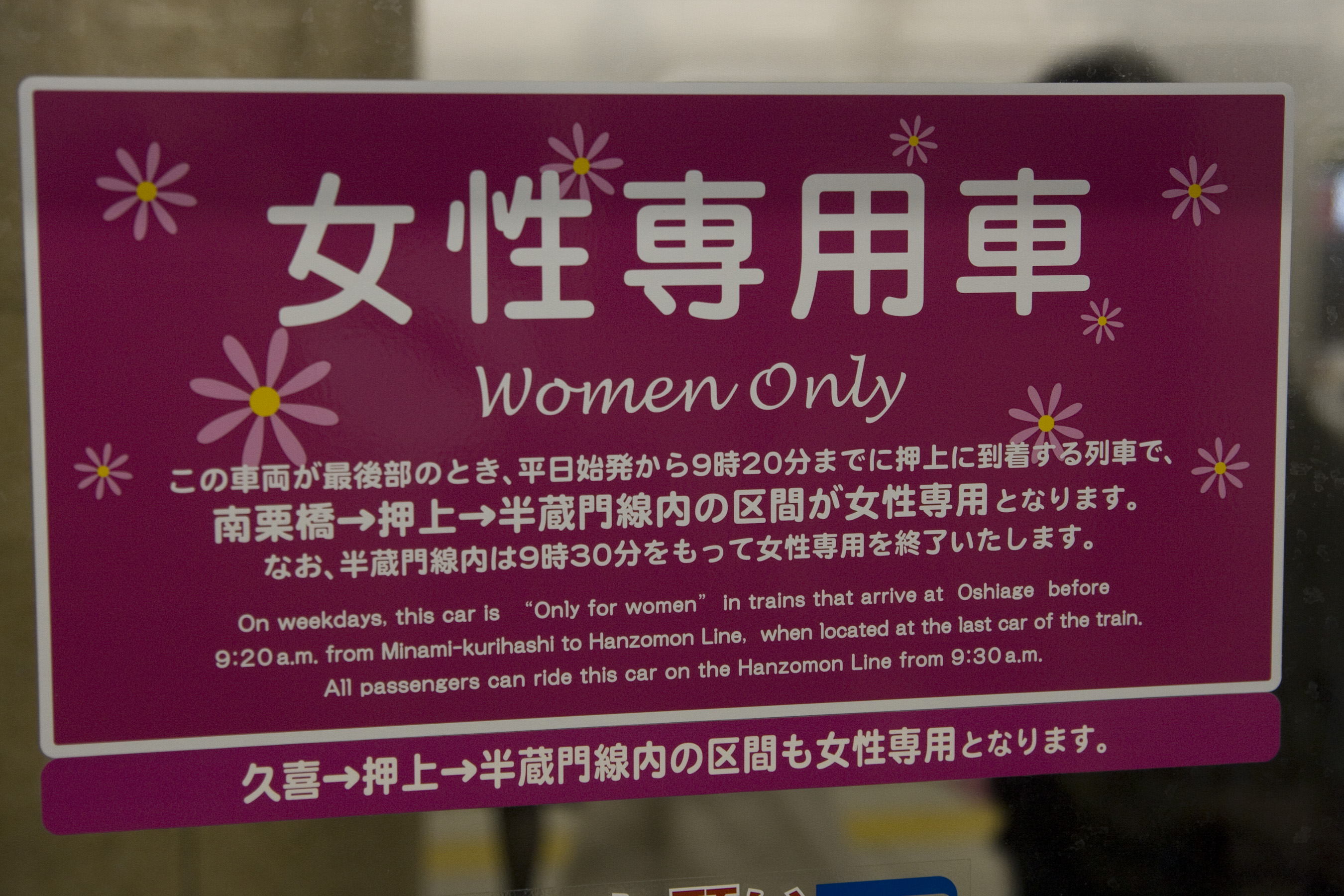
Знак «Тільки для жінок» у вагоні токійського метро

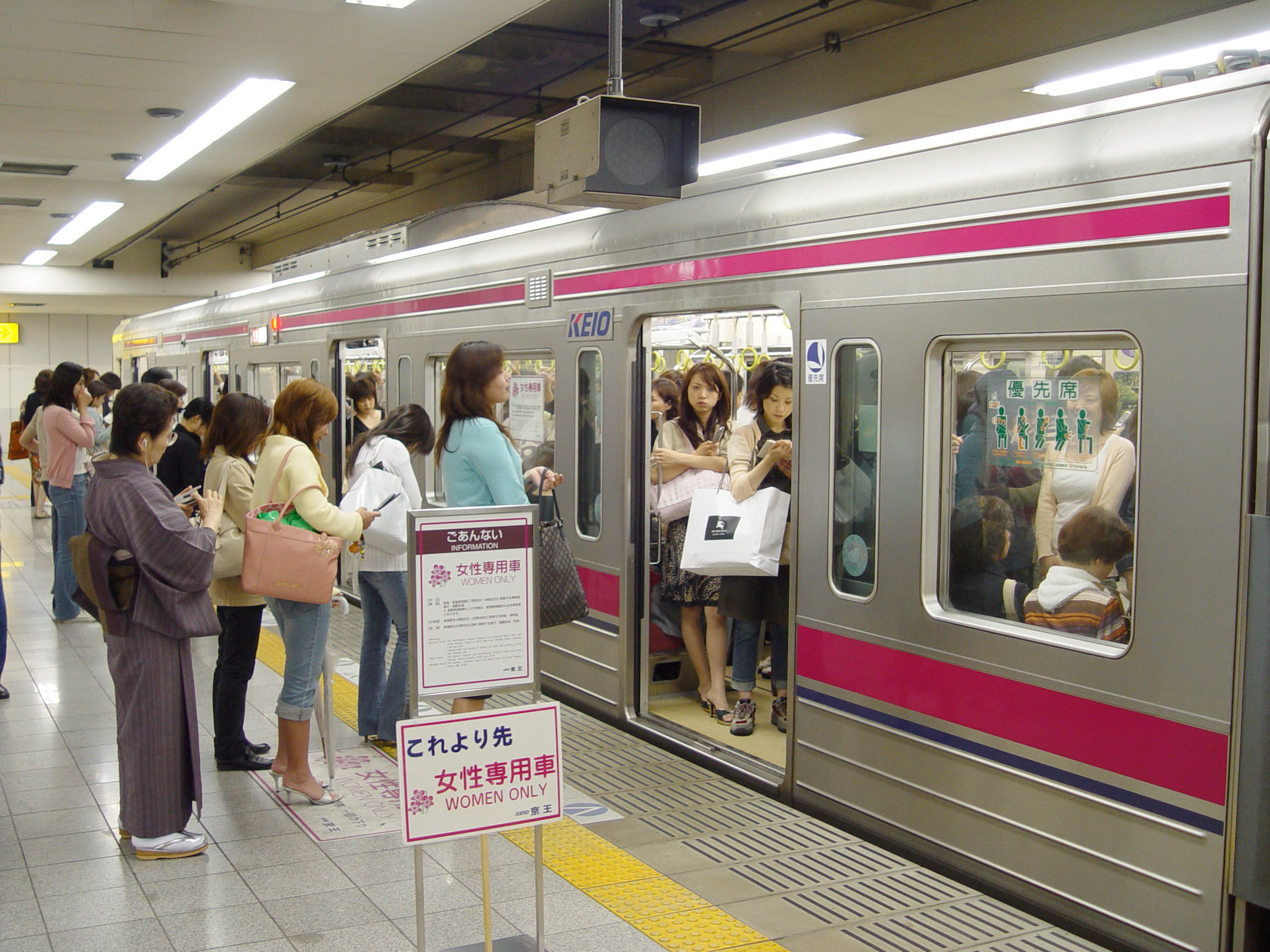
Пасажири, які чекають на посадку у вагон лише для жінок на лінії Keio на станції Шінджюку в Токіо

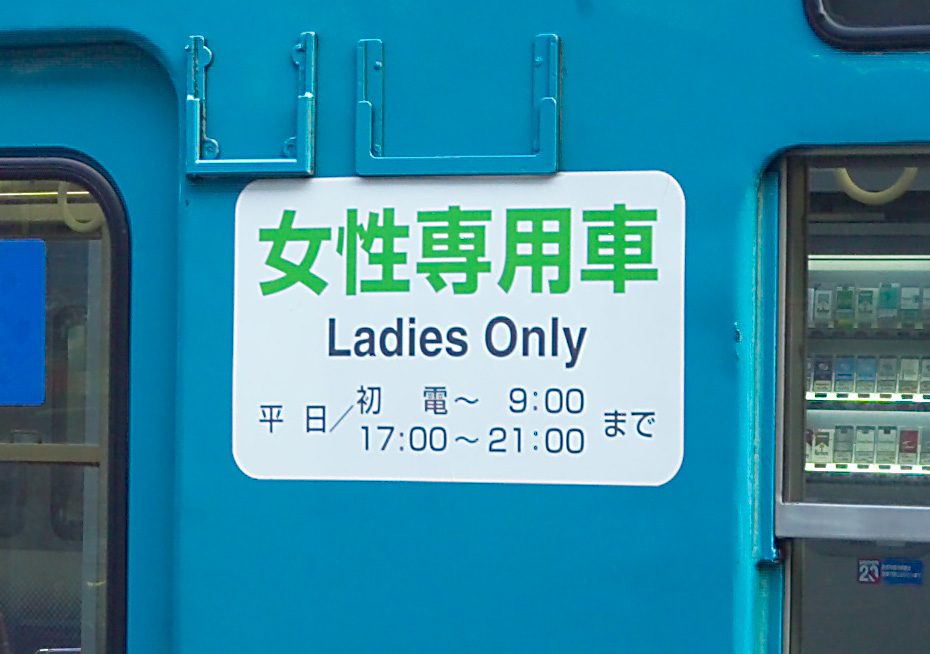
Знак біля дверей автобуса

В Японії автомобілі лише для жінок були введені для боротьби з непристойною поведінкою, зокрема з лапанням (чікан). Політика щодо вагонів, призначених лише для жінок, варіюється від компанії до компанії: деякі з них діють у години пік, інші — протягом усього дня, а деякі обмежують використання вагонів, призначених лише для жінок, швидкісними поїздами, оскільки вони, як правило, більш переповнені і мають відносно більші відстані між зупинками. Але загалом ця політика діє лише в будні дні, за винятком свят. Платформи та двері поїздів позначені знаками, що вказують на місця посадки у вагони, а також дні та години, коли вагони призначені лише для жінок. Хоча ці вагони призначені виключно для жінок, більшість операторів поїздів у Японії дозволяють учням початкової школи, інвалідам та їхнім помічникам сідати у вагони, призначені лише для жінок.
Лапання в переповнених потягах є проблемою в Японії: за Національним поліційним агентством та Міністерством юстиції, кількість зареєстрованих непристойних нападів у вагонах метро по всій Японії між 2005 і 2014 роками коливається від 283 до 497 випадків щороку. Поліція та залізничні компанії відповіли рекламними кампаніями для підвищення обізнаності та посилили покарання, але кількість випадків продовжує зростати. У 2004 році поліція Токіо повідомила про триразове збільшення кількості зареєстрованих випадків намацування в громадському транспорті за вісім років.
У грудні 2000 року компанія Keio Electric Railway, яка обслуговує поїзди між Токіо та його передмістями, запропонувала пізно ввечері на пробній основі вагони лише для жінок у відповідь на скарги на обмацування з боку п'яних чоловіків під час сезону вечірок боненкай. У березні 2001 року компанія Keio почала курсувати нічними вагонами лише для жінок на повний робочий день. У липні 2001 року East Japan Railway Company запустила аналогічну послугу на лінії Сайкьо, яка сполучає Токіо з префектурою Сайтама і яка стала сумно відомою через скупчення людей і більшу відстань між зупинками. Наступного року послугу розширили до вечірньої години пік.
У липні 2002 року West Japan Railway Company стала третьою компанією в Японії, яка запускала потяги з вагонами лише для жінок, а потяги JR West в Осаці стали першими, які запропонували вагони лише для жінок у ранкову годину пік. Того ж року ще дві залізниці в районі Осаки, Hankyu Railway і Keihan Railway, додали вагони лише для жінок до своїх обмежених експресів, і Hankyu стала першою компанією, яка запускає вагони лише для жінок цілий день. Інші компанії регіону Осаки наслідували їхній приклад, у тому числі Осакський муніципальний метрополітен, чия лінія Midosuji, яка перевозить пасажирів із 160 % пропускною здатністю, мала репутацію країни з найгіршою проблемою лапання в усій Японії. Компанії, розташовані в Токіо, чинили опір змінам через логістичні труднощі та побоювання переповненості вагонів різної статі, але в 2005 році вони запровадили вагони лише для жінок у годину пік після того, як інформаційні кампанії та суворіші покарання виявилися неефективними.
Автомобілі лише для жінок отримали позитивну реакцію деяких чоловіків і деяких жінок. Жінки посилалися на безпеку від лапальників, а також на відсутність терпіння до різних запахів. Чоловіки вказали, що їм не потрібно хвилюватися через фальшиві звинувачення в тому, що вони лапальники. Однак пасажири скаржилися на подальшу переповненість вагонів змішаного типу та боялися, що жінки, які їздять у змішаних вагонах, наражатимуть себе на більший ризик, ніж раніше. Повідомлялося, що чоловіки з вадами зору неусвідомлено сідають у вагон, призначений лише для жінок, і їх попереджають інші пасажири, стикаючись із серйозним збентеженням.
Законодавство Японії від 1900 року передбачає штраф у розмірі 10 ієн для пасажирів чоловічої статі, які входять у вагон або зал очікування лише для жінок. Технічно цей закон все ще діє, але японський уряд висловив думку, що він не поширюватиметься на вагони «тільки для жінок», які зараз використовуються, що робить дотримання правила «тільки для жінок» добровільним з юридичної точки зору.

#### Історична практика

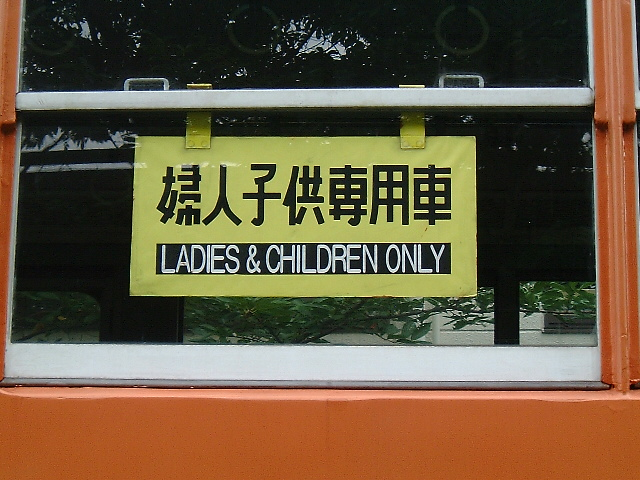
Вивіски, які раніше використовувалися на магістралі Тюо

Перший випадок автомобілів лише для жінок у Японії був у 1912 році на сучасній магістралі Чуо, коли вони були введені в години пік, щоб розділити студентів і студенток. Служба під назвою «Квіткові поїзди» закінчилася під час Другої світової війни. У 1920 році в Кобе запустили трамваї лише для жінок, а в 1930-х роках залізниця Ханкю курсувала спеціальними поїздами для школярок, які їздили між Кобе та Нісіномією.
У 1947 році, після закінчення Другої світової війни, на магістралях Chuo Main Line і Keihin-Tohoku Line були представлені автомобілі виключно для жінок і дітей. У той час переповненість цих ліній у години пік була настільки сильною, що жінки та діти часто фізично не могли сісти в потяги. Вагони використовувалися в ранкових поїздах головної лінії Чуо до 1973 року, коли було введено пріоритетне місце для сидіння; вони були зняті з лінії Keihin-Tohoku раніше.

### Індія

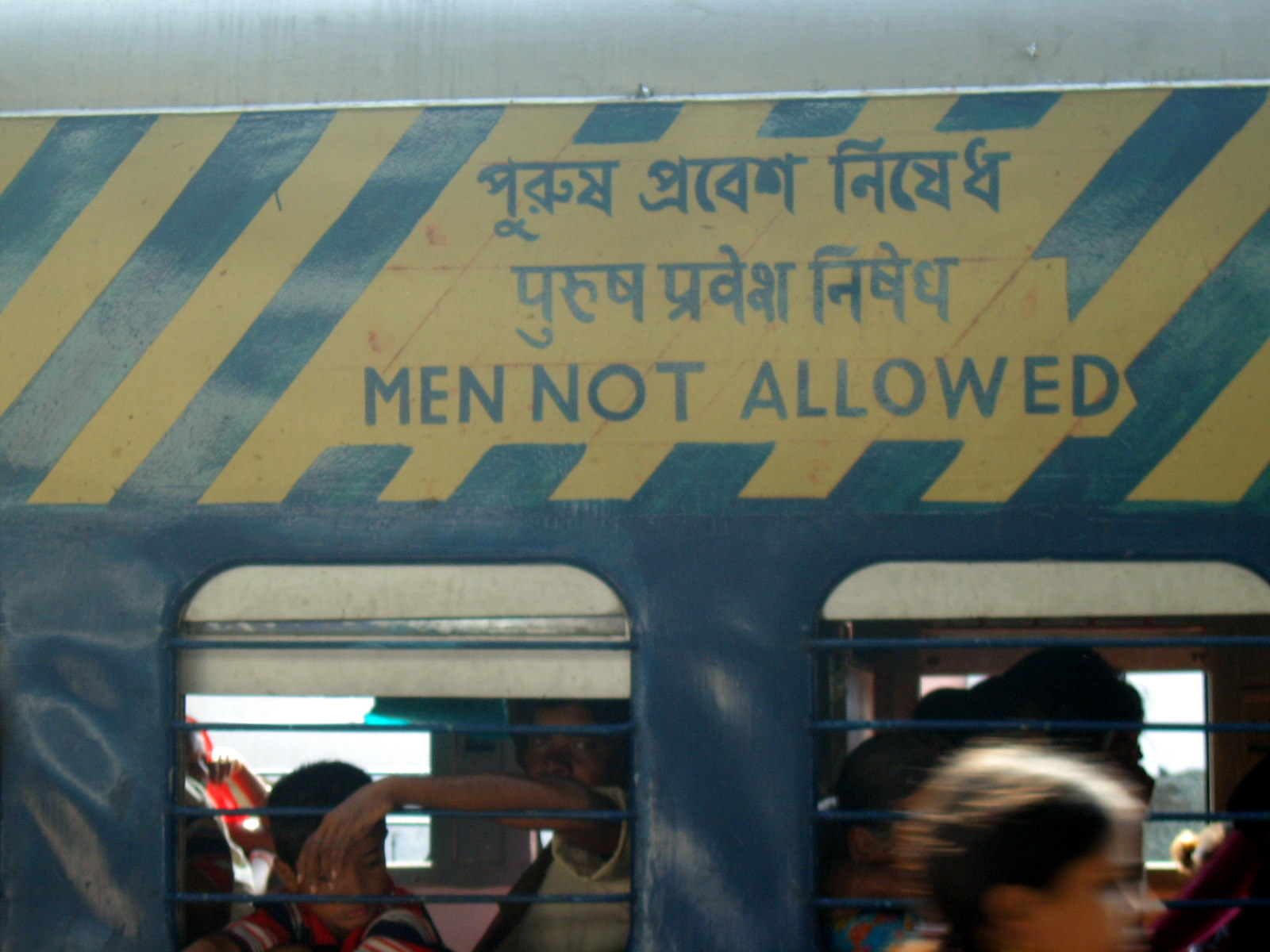
Вагон лише для жінок в Індії

По всій Індії всі поїзди далекого прямування мають спеціальні купе, зарезервовані лише для жінок. У Мумбаї, комерційному мегаполісі, всі приміські поїзди мають купе, спеціально призначені лише для жінок, хоча дітям шкільного віку також дозволено подорожувати. Два купе призначені для жінок 24 години на добу, а одне купе зарезервоване для жінок у визначені години. Купе для жінок передбачені як для першого, так і для другого класу. Крім того, у години пік було запроваджено спеціальні поїзди Ladies' Special, де весь поїзд зарезервований для жінок. У години пік існує три-чотири спеціальні поїзди, призначені лише для жінок. Оскільки кількість жінок, які потребують подорожей, подвоїлася у 2000-х роках, попит на такі послуги є дуже високим. Багато залізничних служб пропонують вагони лише для жінок, зокрема метро Мумбаї та Делі. Це навіть призвело до появи послуг таксі та рикші лише для жінок.

### Індонезія
Індонезійська залізнична компанія PT Kereta Api запровадила вагони лише для жінок у деяких приміських поїздах KRL Jabotabek у столичному районі Джакарти з серпня 2010 року у відповідь на численні повідомлення про сексуальні домагання в громадських місцях, включаючи приміські поїзди та автобуси.
Вагони для жінок у приміських поїздах зазвичай позначаються великими рожевими або фіолетовими наліпками з написом «Kereta Khusus Wanita», розташованими в кожному кінці поїзда. Раніше такий тип вагонів можна було знайти лише в електричках з кондиціонером, але нещодавно відремонтовані електрички без кондиціонера (серії KL3 або K3) також були обладнані фіолетовими наліпками з написом «Вагон для жінок». З лютого 2016 року і дотепер наклейки на вагонах, призначених лише для жінок, в електропоїздах Джабодетабек були зняті, а замість них з'явилися рожеві наклейки на вагонах, призначених лише для жінок.
Нещодавно PT Kereta Api запустила спеціальний потяг лише для жінок (у самому поїзді використовується колишній EMU серії токійського метро 6000, встановлений номер 6107F), який призначений для додаткового захисту жінок-пасажирів від сексуальних домагань. Щоб відрізнятися від стандартних електропоїздів (у яких на обох кінцях поїзда є вагони лише для жінок), всі вагони поїзда лише для жінок були прикрашені великими наклейками «Kereta Khusus Wanita» фіолетового або рожевого кольору. З 1 жовтня 2012 року компанія PT Kereta Api Indonesia (Persero) Commuter Jabodetabek (тепер pt kereta commuter indonesia) запустила поїзди лише для жінок. Усі вагони цього поїзда призначені лише для жінок, а чоловіки в ці поїзди не ходять. Ця послуга була припинена в травні 2013 року після того, як було виявлено, що багатофункціональні вагони були переповнені в годину пік, а вагони лише для жінок використовувалися недостатньо.

12 грудня 2011 року Transjakarta, оператор швидкого автобусного транспорту в Джакарті, запровадив у своїх автобусах зони лише для жінок. Вони розташовані у передній частині кожного автобуса, від спини водія до сидінь біля дверей. У липні 2022 року транспортна служба провінційного уряду Джакарти планувала запровадити зони лише для жінок в ангкотах (маршрутних таксі), призначивши ліворуч для жінок і праворуч для чоловіків.

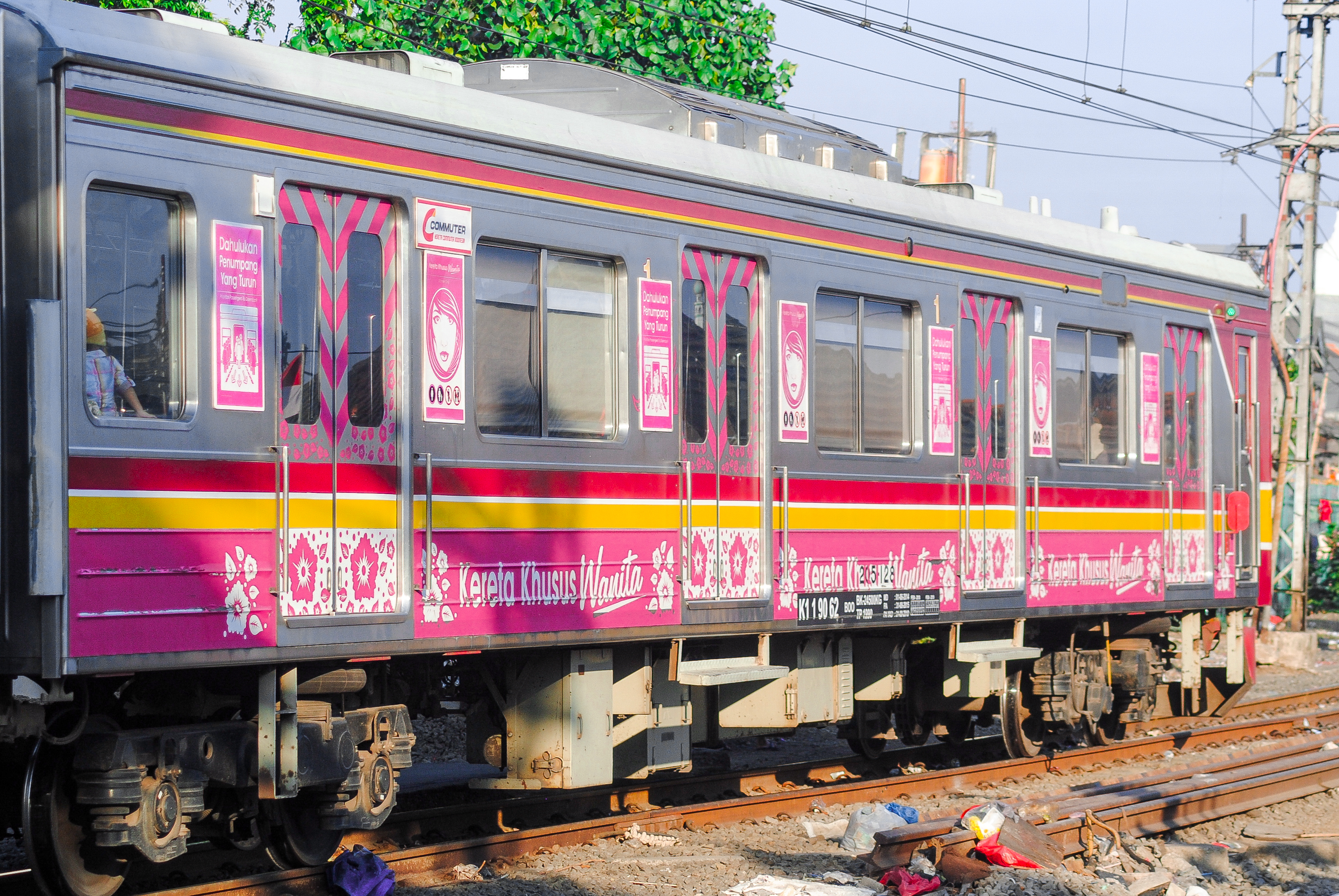
Автомобіль лише для жінок на передній частині первинної лінії KRL у районі Джакарти, липень 2019 р.
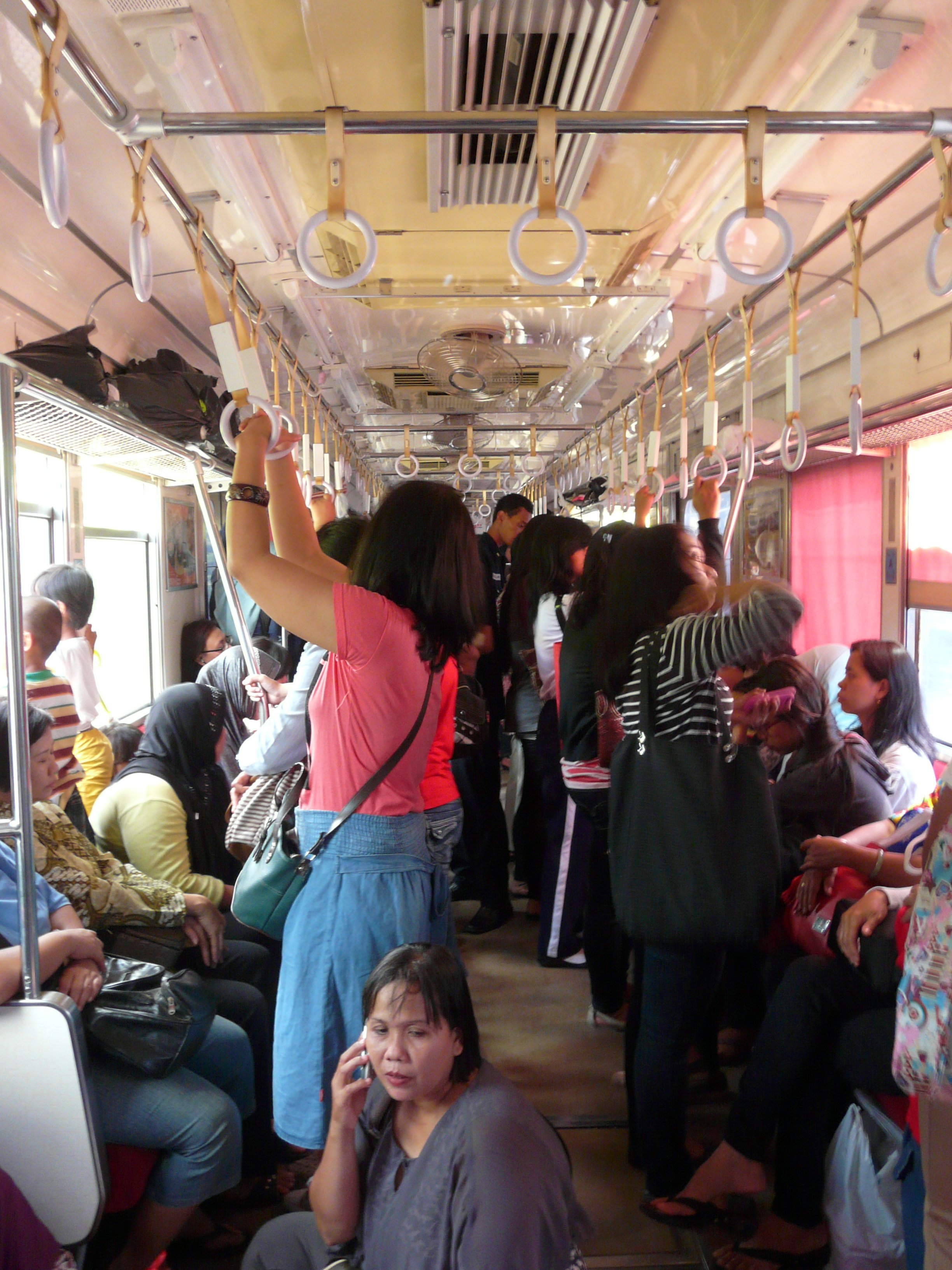
Внутрішній вигляд вагона лише для жінок у першому поїзді KRL Jabotabek в районі Джакарти, листопад 2011 р.

### Іран
В даний час існують легкові автомобілі тільки для жінок, принаймні в Тегерані та Мешхеді. У кожному поїзді є два вагони лише для жінок, передній і задній.

### Малайзія

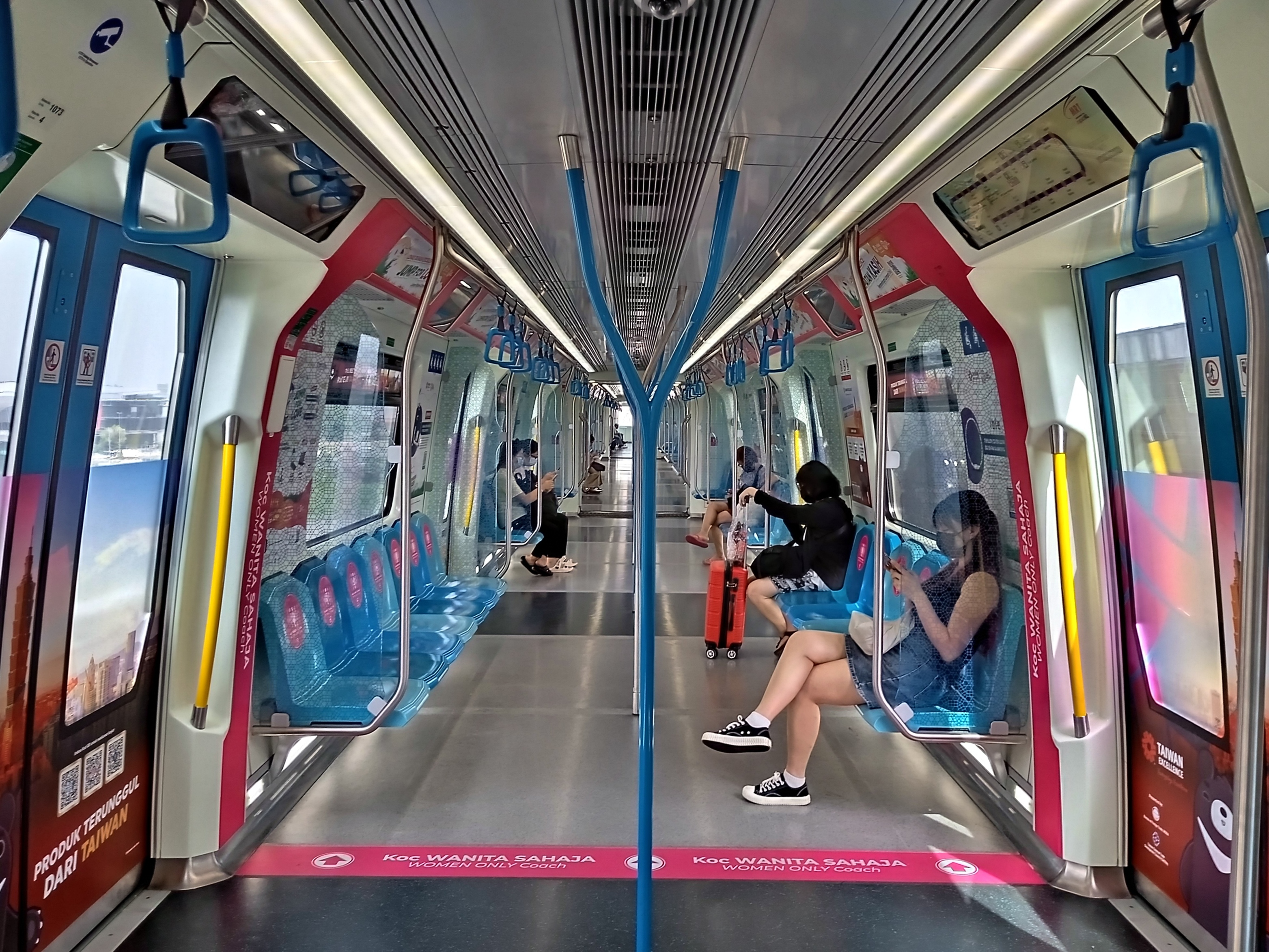
Вагон тільки для жінок у поїзді MRT Kajang Line.

Сексуальні домагання в Малайзії є поширеним явищем, і з 2010 року поїзди Малайзійської залізниці включають рожеві вагони лише для жінок, щоб зменшити їх кількість. З 2010 року в Куала-Лумпурі також є автобуси лише для жінок. У 2011 році уряд запустив службу таксі лише для жінок у більшій частині Куала-Лумпура. У таксі є жінки-водійки, які працюють за викликом.

### Філіппіни
Управління легкорейкового транспорту, яке керує лініями LRT 1 і LRT 2 у системі легкорейльового транспорту Манілі, раніше визначило перший вагон (що складається з 2-3 зчленованих вагонів) кожного складу поїзда LRT-1 як ексклюзивний для людей похилого віку, вагітні жінки, люди з обмеженими можливостями та дорослі з немовлятами або дітьми. 27 листопада 2002 року це було розширено, щоб також включити всіх жінок-пасажирок.
1 квітня 2006 року система залізничного транспорту метро Маніла наслідувала цей приклад, визначивши перший вагон (що складається з трьох зчленованих вагонів) кожної лінії MRT 3 як ексклюзивний для жінок, дітей, людей похилого віку та людей з обмеженими можливостями.

### Тайвань
Як і в Японії, у 2006 році на місцевих службах TRA на Тайвані були вагони лише для жінок. Але оскільки вагони не мали бажаного впливу на гендерну дискримінацію, їх скасували через 3 місяці. У певний час (наприклад, у нічний час у метро Тайбея) є секції очікування лише для жінок.

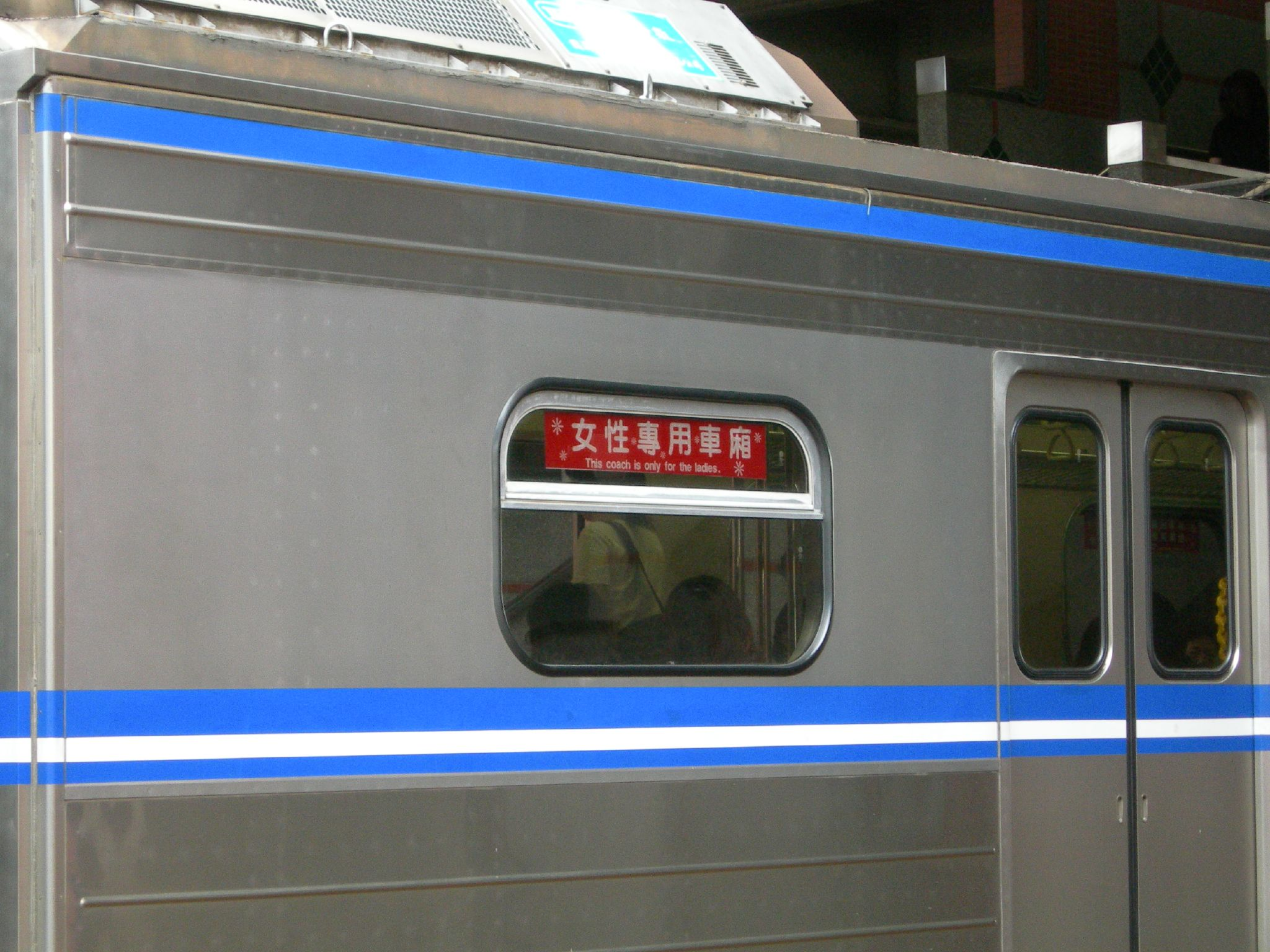
Вагон лише для жінок у поїзді TRA EMU на Тайвані, червень 2006 року
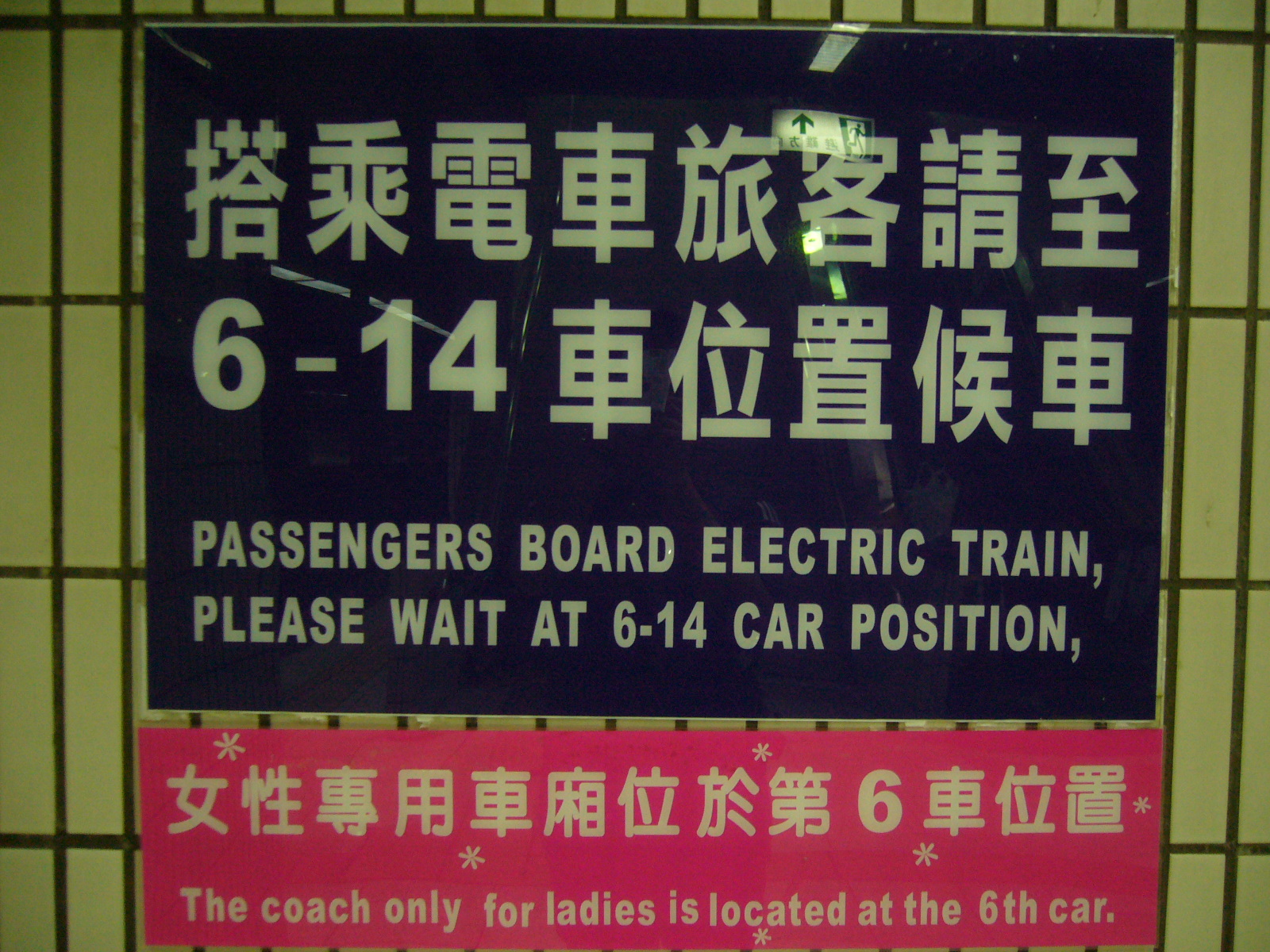
Знак на головному вокзалі Тайбея, Тайвань

### Об'єднані Арабські Емірати
Кожен поїзд у системі метро Дубая має один призначений вагон, призначений лише для жінок і дітей із 7:00 до 9:00 та з 17:00 до 20:00 у будні дні. Чоловіки, які заходять у вагон у цей час, оштрафовані на 100 дирхамів ОАЕ (27.25 доларів США). Раніше вагони лише для жінок були половиною вагона з демаркаційною лінією, що позначає розділ між звичайним простором і місцем лише для жінок. Щодня виписують близько 98 штрафів щодо жіночих вагонів.

## Європа

### Німеччина
У 2016 році в регіональному поїзді Лейпциг — Хемніц було введено купе лише для жінок. Реакція пасажирів була неоднозначною. У той час як одні привітали цей захід, оскільки він змусив жінок почуватися безпечніше, інші вважали, що розділення статей — це «щось із минулого» та «відстале рішення». Зараз його немає.

### Велика Британія
Останнє розміщення «Лише для жінок» у британських поїздах було скасовано в 1977 році через поєднання різних типів поїздів, які запроваджувалися, і законодавство про рівність, яке перешкоджало гендерним положенням.
У місцевих поїздах старого типу, які більше не курсують, окремі купе традиційного типу розташовувалися прямо поперек вагона (зазвичай приблизно 9 у вагоні), без коридору, з сидіннями на 5 або близько того з кожного боку та доступом лише через багато окремих бічних дверей. Через занепокоєння окремих жінок-пасажирок, які могли залишитися з чоловіками в купе, коли пасажири виходили, кілька купе (зазвичай одне в кінці кожного вагона) було позначено як «Тільки для жінок». У той час, коли купе заборонено палити позначалися червоними мітками вікон, а перший клас синіми мітками, купе тільки для жінок позначалися зеленими мітками вікон.
У вересні 2014 року депутат парламенту з транспорту Клер Перрі згадала про можливе відновлення вагонів лише для жінок під час виступу на конференції Консервативної партії. У серпні 2015 року кандидат у лідери від Лейбористської партії Джеремі Корбін заявив, що він обговорить варіант запровадження вагонів лише для жінок, щоб зменшити домагання. Депутат від Лейбористської партії Герайнт Девіс заявив, що запропонована система стане схожою на апартеїд.